# 热兰遮城 (圭亚那)
热兰遮城（英語：Fort Zeelandia）是圭亞那埃塞奎博群島-西德梅拉拉區的一座堡垒，位于埃塞奎博河三角洲的河流島嶼堡垒岛上。這座現存的磚砌堡壘由荷兰人建於1743年，為埃塞奎博殖民地而建，取代了建於1726年的早期木製堡壘，是圭亞那最古老的建築之一。1739年，該堡壘取代了基克奥费阿尔堡，成為荷属埃塞奎博的首府。最终为英国夺取，圭亚那独立后为圭亚那管理，成为该国国定古迹，现已被列入聯合國教科文組織世界遺產預備名錄。